# Museo Regional de Neubrandenburgo
El Museo Regional de Neubrandenburgo fue fundado en 1872 por iniciativa de la Neubrandenburger Museumsverein (Asociación de Museos de Neubrandenburgo). La zona de influencia y repercusión del museo, cuyo nombre cambió varias veces a lo largo de su historia, fue desde el principio supralocal. 

## Historia
En 1873, la asociación inauguró su primera exposición permanente sobre la historia de la región en la torre principal de la Treptower Tor de Neubrandenburg. El resultado fue el primer museo cívico de la región de Mecklemburgo-Strelitz. Hasta mediados de la década de 1930, el museo permaneció bajo los auspicios de la asociación y sólo fue transferido a la ciudad cuando ésta decidió disolverse bajo la presión nacionalsocialista.
Hasta 1989, el Museo de Neubrandenburg asumió el papel de "Museo del distrito histórico". Actuaba como guía para otros museos del Bezirk Neubrandenburg. 

## Colecciones
En la actualidad, el Museo Regional de Neubrandeburgo cumple las funciones de museo de la ciudad de Neubrandenburg y su región en varios lugares de exposición, con diversas actividades y amplias colecciones, y es uno de los museos de historia cultural más antiguos de Museos en Mecklemburgo-Pomerania Occidental.
Además de las colecciones de historia urbana, el museo posee una de las dos mayores colecciones de etnología no europea de Mecklemburgo-Pomerania Occidental. La pieza central de esta área de colecciones es la colección de los Mares del Sur del médico Bernhard Funk.